# تورغوت آيكاك
تورغوت آيكاك (بالتركية: Turgut Aykaç)‏ (مواليد 1958) هو ملاكم تركي، مثّل بلاده في الألعاب الأولمبية الصيفية 1984 وحقق الميدالية البرونزية في فئة وزن الريشة.

## روابط خارجية
تورغوت آيكاك على موقع أوليمبيديا (الإنجليزية)